# Église Saint-François-d'Assise d'Oranjestad
L'église Saint-François-d'Assise (en papiamento : Parokia San Francisco di Asis, en néerlandais : Sint Franciscus Kerk), également appelée pro-Cathédrale Saint-François-d’Assise est une église catholique, située à Oranjestad, à Aruba.

## Historique
L'église Saint-François-d'Assise, une des plus importantes d'Aruba, a été construite en 1813 et propose des messes en papiamento et en anglais.